# Paternoster (visgerei)
Een paternoster is een visgerei dat gelijkenis vertoont met een mobile: een zich vertakkend samenstelsel van verticale draden en horizontale armen. In het geval van de paternoster zit aan beide uiteinden van elk der armen een stukje visdraad met daaraan hetzij een volgende arm van de paternoster, hetzij een vishaak. Door de paternoster te gebruiken vergroot men de vangstkans per uitgeworpen vislijn waaraan een paternoster bevestigd is, ten opzichte van een lijn waaraan slechts één enkele vishaak bevestigd is.